# 瓜拉米兰加
瓜拉米兰加是巴西塞阿拉州的一个市镇。总面积59.471平方公里，总人口4307人，人口密度72.4人/平方公里。